# Stade Kartal
 (avril 2025).
Le Stade Kartal (en turc : Kartal Stadyumu), est ancien un stade de football turc situé à Kartal, un district de la ville d'Istanbul.
Doté de 7 195 places et inauguré en 1986 puis démoli en 2018, le stade servait de domicile pour l'équipe de football du Kartalspor.